# Warm Leatherette
| Críticas profissionais | Críticas profissionais |
| Avaliações da crítica  | Avaliações da crítica  |
| Fonte                  | Avaliação              |
| ---------------------- | ---------------------- |
| Allmusic               | [ 1 ]                  |
| Robert Christgau       | B+                     |

Warm Leatherette é o quarto álbum de estúdio da cantora jamaicana-americana Grace Jones. Foi lançado em 1980, pelo selo Island Records. O álbum inclui covers de músicas do The Normal, The Pretenders, Roxy Music, Smokey Robinson, Tom Petty e Jacques Higelin.
Após estabelecer-se como cantora com sucesso nos clubes dos Estados Unidos, bem como arrebatado seguidores da comunidade LGBT, mas obtido modesto sucesso comercial com seus três álbuns de disco music, Grace Jones seguiu com uma enorme reinvenção musical e visual, com o lançamento do seu quarto álbum de estúdio. A cantora trabalhou com uma série de produtores (Chris Blackwell, Alex Sadkin, Sly e Robbie, Wally Badarou, Barry Reynolds, Mikey Chung e Uziah "Sticky" Thompson, os chamados "Compass Point Allstars"), para um álbum que seria um rompimento com a disco music e início de experimentações e sonoridades New Wave, bem como reggae e rock. Warm Leatherette foi o primeiro de três álbuns a ser gravado no "Compass Point Studios" em Bahamas.
O álbum incluí covers de canções de The Normal, The Pretenders, Roxy Music, Smokey Robinson, Tom Petty and the Heartbreakers e Jacques Higelin. Blackwell pretendia fazer um disco com "um som áspero e pesado, misturado com ritmos jamaicanos". Sly Dunbar por sua vez revelou que a faixa Warm Leatherette, a primeira canção do LP, também foi a primeira canção gravada com Grace Jones. Para a versão de Grace de "Breakdown", Tom Petty escreveu um terceiro verso. O álbum ainda incluí uma canção co-escrita por Jones: "A Rolling Stone" e um faixa em francês: "Pars" (em português "Ir"), uma versão em estilo reggae da canção de Jacques Higelin. O sucesso da cantora "Pull Up to the Bumper", também foi gravado durante as sessões para o álbum, mas os produtores acharam que não combinava com o resto do disco e a mesma foi lançada no álbum seguinte de Grace.
O lançamento em LP do álbum incluí versões mais curtas e versões de 7", devido a capacidade limitada dos discos de vinil. As versões em CD por sua vez incluem as versões estendidas e de 12".
Warm Leatherette só apareceu nas charts dos Estados Unidos e Reino Unido. Muito embora permaneça como um dos menos bem sucedidos da carreira da cantora,ele tem o mérito de ter sido a primeira aparição em charts do Reino Unido. Ele também é um dos seus álbuns mais aclamados pela crítica.
A capa de Warm Leatherette foi a primeira capa de álbum de Grace cujo design foi feito pelo seu então namorado,o artista: Jean-Paul Goude, que fotografou a artista com visual andrógino. A capa é em preto e branco e traz a marca definitiva de Grace: seu cabelo com corte flattop, de braços cruzados
Após o sucesso comercial de seu álbum seguinte: Nightclubbing, a gravadora Island Records, relançou o álbum Warm Leatherette com nova capa e contracapa, ao invés da capa feita por Jean-Paul Goude, foi utilizada uma foto de Jones performando a canção "Walking in the Rain", tirada do seu especial A One Man Show. A imagem utilizada na contracapa por sua vez é da parte onde Grace canta "Warm Leatherette" também do mesmo especial. Todos os lançamentos em CD adotaram essa capa e a foto da capa original foi colocada no encarte do CD.

## Faixas
1. "Warm Leatherette" (Daniel Miller) - 4:25 (Cassette/CD - 5:38)
2. "Private Life" (Chrissie Hynde) - 5:10 (Cassette/CD - 6:19)
3. "A Rolling Stone" (Deniece Williams, Fritz Baskett, Grace Jones) - 3:30
4. "Love is the Drug" (Bryan Ferry, Andy Mackay) - 7:15 (Cassette/CD - 8:41)
5. "The Hunter Gets Captured By The Game" (Smokey Robinson) - 3:50 (Cassette/CD - 6:45)
6. "Bullshit" (Barry Reynolds) - 5:20
7. "Breakdown" (Tom Petty) - 5:30
8. "Pars" (Jacques Higelin) - 4:05 (Cassette/CD) - 4:44

## Charts
| Chart          | Peak position |
| -------------- | ------------- |
| United Kingdom | 45            |
| United States  | 132           |